# Dog Faced Hermans
Dog Faced Hermans was een band uit Edinburgh, Schotland, opgericht in 1986 en ontbonden in 1995. Hun stijl kan beschreven worden als anarcho-punk met invloeden uit de folk en  noise en een onorthodoxe instrumentale bezetting.

## Geschiedenis
Dog Faced Hermans werd opgericht in 1986 in Edinburgh, Schotland, maar verhuisde in 1990 naar Amsterdam. De band had sterke banden met de Nederlandse band The Ex, wat resulteerde in een gezamenlijke Europese tour, een split cassette en de gezamenlijke single Stonestamper's song, uitgebracht onder de naam Ex Faced Hermans. 
De band werd ontbonden in 1995. Gitarist Andy Moor ging hierna door als gitarist van The Ex, drummer Wilf Plum bij Two Pin Din en Orchestre Tout Puissant Marcel Duchamp. Marion Coutts ging verder als beeldend kunstenaar. Colin McLean is tegenwoordig werkzaam als geluidstechnicus en programmeur bij OT301 in Amsterdam.

## Bandleden
- Marion Coutts - zang, trompet, bells
- Colin Mclean - basgitaar, gitaar, steeldrum
- Wilf Plum - drums, misthoorn, saxofoon
- Andy Moor - gitaar, viool, hippo tube
- Gert-Jan - geluidstechniek

## Discografie

### Singles
- Unbend (7", 1987, Demon Radge, Verenigd Koninkrijk)
- Bella Ciao/Miss O'Grady (7", 1988, Calculus, Verenigd Koninkrijk)
- Too Much For The Red Ticker/ Timebomb (7", 1989, Konkurrent.)
- Peace Warriors (7", 1993, Compulsive, Verenigd Koninkrijk) split single met Jonestown

### Albums
- Live Action & Increasing (Tape, 1988, Demon Radge, Verenigd Koninkrijk)
- Humans Fly (12" EP, 1988, Calculus, Verenigd Koninkrijk)
- Everyday Timebomb (LP, 1989, Vinyl Drip, Verenigd Koninkrijk)
- Mental Blocks For All Ages (LP/CD, 1991, Konkurrel/A Bomb)
- Hum of Life (LP/CD, 1993, Konkurrel/A Bomb)
- Humans Fly / Everyday Timebomb (CD, 1991, Konkurrel)
- Live at the "Ancienne Chocolaterie" (Tape, 1991, Demon Radge)
- Bump and Swing (CD, 1994, Konkurrel/Alternative Tentacles)
- Those Deep Buds (LP/CD, 1994, Konkurrel/Alternative Tentacles)

### Met The Ex
- Lied der Steinklopfer ("Stonestamper's Song") (7", 1990) uitgebracht onder de naam Ex Faced Hermans
- Treat (Tape, 1990)